# Rejestrator rozmów
Rejestrator rozmów – urządzenie umożliwiające nagrywanie treści audio rozmów telefonicznych lub łączności radiowej. Współczesny rejestrator rozmów udostępnia nagrania w postaci cyfrowej, wraz z informacjami dodatkowymi takimi jak data i godzina rozpoczęcia rozmowy, czas jej trwania oraz numery telefoniczne rozmówców (w przypadku rozmowy telefonicznej).

## Producenci
- CyberTech Recording Solution
- Compol II
- DGT
- LogiREC
- Metasoft
- NiceLog
- Prioriti Voice
- SIM
- TRX
- Vidicode